# Protoperigea
Protoperigea is een geslacht van vlinders van de familie uilen (Noctuidae), uit de onderfamilie Hadeninae.

## Soorten
- P. anotha Dyar, 1904
- P. posticata Harvey, 1875